# Vahtraste
Koordinaten: 58° 39′ N, 23° 18′ O

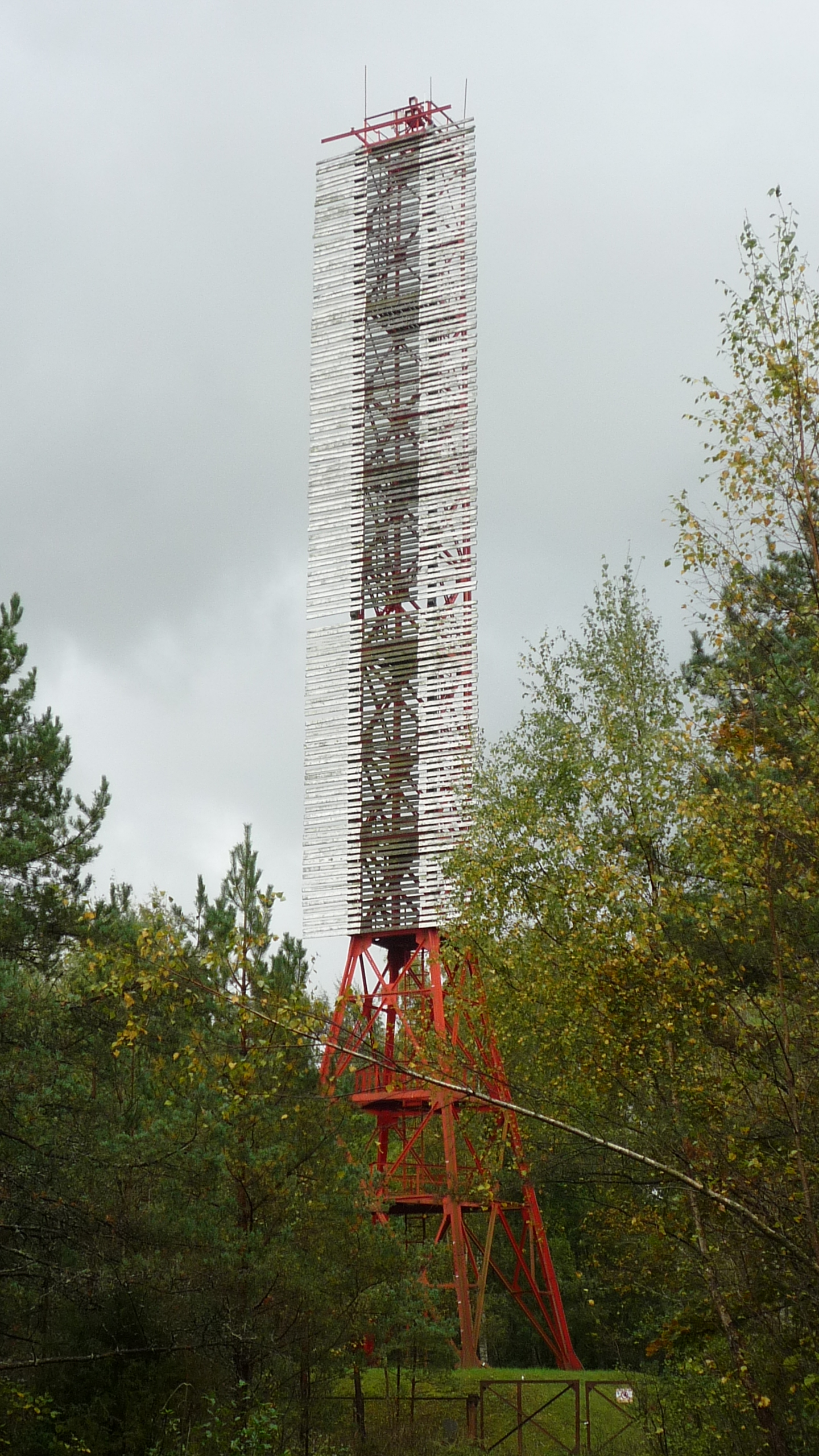
Obere Leuchtbake

Vahtraste ist ein Dorf (estnisch küla) auf der drittgrößten estnischen Insel Muhu. Es gehört zur gleichnamigen Landgemeinde (Muhu vald) im Kreis Saare (Saare maakond).

## Beschreibung
Der Ort hat zwanzig Einwohner (Stand 31. Dezember 2011). Er liegt direkt an der Ostsee.
Beim Dorfkern befinden sich zwei Leuchtbaken mit einer Höhe von 40 bzw. 25 Metern. Sie bieten Orientierung für den Schiffsweg zwischen den Inseln Kõverlaid und Kumari laid.